# برابهات رانجان ساركار
برابهات رانجان ساركر (11 أيار 1922 – 21 تشرين الأول 1990)، معروف أيضا باسمه الروحي شري شري أناندا مورتي (Ánanda Múrti= تجسد السعادة) وبالنسبة لمريديه معروف باسم (Bábá) «الأب» وباللغة السنسكريتية تعني المحبوب، قد كان فيلسوف هندي، يوغي، كاتب مبدع، ثوري اجتماعي، شاعر، مؤلف موسيقي وعالم لغوي.
أسس ساركر '''مدرسة أناندا مارغا''' (طريق السعادة) عام 1955، منظمة روحية واجتماعية تقدم التعاليم في التأمل واليوغا. قال زيل سينغ رئيس الهند السابع: «برابهات رانجان ساركر كان واحداً من أعظم الفلاسفة المعاصرين في الهند.»
نظام الممارسة الروحية الذي وضعه ساركر قد وصف بأنه توليف وجمع عملي تطبيقي للفلسفات الفيدا والتانترية. فقد ندد بالمذهب المادي والنظام الرأسمالي، واصفاً الكون أنه نتيجة عزم – وإرادة العقل الكلي للخالق – أي أن الوجود الكلي يوجد ضمن العقل الكوني الذي هو بحد ذاته التعبير الأول عن الوعي [الأسمى] الذي وضع نفسه تحت قيود من طبيعته الخاصة.
كان ساركر مؤلفاً خلاقاً أنتج مجموعة شاملة من الأعمال التي تتضمن نظريات تهدف إلى زيادة الرفاه والخير الإنساني مثل قانون الدورة الاجتماعية، نظرية المنفعة التقدمية (البراوت) نظرية الانتفاع التقدمية، نظرية المايكروفايتا (Microvitum) فضلاً عن فلسفة الإنسانية الجديدة برابهات رانجان ساركار.

## مسيرة حياته
ولد برابهات رانجان ساركر في ليلة اكتمال القمر من شهر فايشاك Vaeshakh حسب التقويم الهندي الشهر الهندي والتي تصادف بوذا بورنيما (عيد ميلاد بوذا)، في 11 أيار 1922 (الساعة 6.07 صباحاً) وفقاً لوالده لاكشمي نارايان ساركر، طبيب ذائع الصيت معالج حسب نظام الهيمويباثي homoeopathic .  أتت عائلته من بامونبارا (براهمانبارا) مقاطعة بوردوان منطقة باردمان غرب البنغال. عُرف ساركر بطفولته الاستثنائية المشرقة، ممارساً للتأمل من تلقاء نفسه في عمر مبكر، وقد أظهر معرفة عظيمة للغات مختلفة ومواضيع مختلفة. تلك المعرفة حسب التوثيق لم يحصل عليها من المدرسة أو بواسطة قراءة الكتب أو الاستماع إلى المعلمين، أو من أي مصدر خارجي أخر.
غادر ساركر في عام 1939 جمالبور إلى كلكتا من أجل الانتساب إلى كلية Vidyasagar ضمن جامعة كلكتا.  توجب على ساركر التخلي عن دراسته من أجل إعالة عائلته بعد وفاة والده، ومن عام 1944 حتى عام 1950، عمل ساركر كمحاسب في المركز الرئيسي لمؤسسة السكك الحديدية الهندية في Jamalpur جمالبور. بيهار. قام بتدريس تقنيات التأمل التانترية القديمة لعدد محدد من أصدقائه الجامعيين وتدريجياً بدأ ينجذب أناس أكثر فأكثر إلى الممارسات الروحية التي كان يعلمها.
أسس ساركر في عام 1955 أناندا مارغا («طريق السعادة»)، هي حركة اجتماعية روحية ذات هدفين كما صرح بهما ساركر «معرفة الذات وخدمة الجميع». تم وصف نظام الممارسة الروحية على أنه توليف وجمع عملي بين الفلسفات الفيدية والتانترية. تم جمع أفكار ساركر في سلسلة من الكتب تدعى سوبهاشيتا سمغراها "Subháśita Samgrah"، التي شكلت جزء من النصوص الفلسفية لإيديولوجيا الأناندا مارغا. أفكار ساركر مشبعة بالنظام الروحي القديم للإنسانية الذي يعتبر متطورا جدا في الهند، مع ذلك أعاد إحياءه بإكسابه معنى جديد ومقاربة كونية.
خلال القسم الأخير من حياته كان مكان إقامته في حدائق البحيرة Lake Gardens في كلكتا، غرب البنغال. كما أنه قضى فترة طويلة من الزمن، خاصة في البدايات، في التطوير والتنمية الشاملة للمجتمع حيث أسسه معتمداً على نظرية البراوت “PROUT” كقاعدة له في أناندا ناغار. افتتحت أناندا مارغا مكاتبها الإقليمية أناندا مارغا في مخلف البلدان، بما فيها الولايات المتحدة الأمريكية عام 1973، أيضاً بعد عام 1973 قد تم إنشاء ما يقارب 100 مركز محلي يعلم الفلسفة اليوغية والاجتماعية. بعدد أعضاء يناهز عدة ألاف. بعضهم يعيش معا في أماكن الممارسة الروحية (الأشرم). 
سجن ساركر في الهند عام 1971 بذريعة جريمة قتل بحق أعضاء في الأناندا مارغا. حقن ساركر أثناء فترة سجنه بالسم في شباط 1973، على الأغلب من قبل طبيب السجن الذي تلقى أوامره من رتبة عالية في الحكومة. بدأ ساركر صيامه في 1 نيسان بعد استعادة عافيته، من أجل دعم طلبه في التحقيق عملية التسميم التي جرت له. دون أن يلقى الطلب أي استجابة. لذلك استمر في صيامه لمدة خمس سنوات وأربعة شهور ويومين. إلى تاريخ 2 أب 1978 عندما تم إطلاق سراحه من السجن بعد أن أبرئ من جميع التهم. [بحاجة لمصدر]
أجرى ساركر في عام 1979 رحلتين من أجل لقاء مردييه في مختلف البلدان حول العالم، بما فيها سويسرا، ألمانيا، فرنسا، الدول الإسكندنافية، والشرق الأوسط، الفلبين، تايلاند، تايوان، جمايكا وفنزويلا. منعت وزارة الخارجية الأمريكية ساركر من دخول الولايات المتحدة الأمريكية، التقى مع مردييه في جمايكا عام 1979 عوضاً عن ذلك.  قبل أن يغادر جسده في تاريخ 21 تشرين الأول 1990، أسس أناندا مارغا أناندا مارغا غوروكولا في 7 أيلول 1990، هي شبكة تعليمية للحفاظ على إرثه وتطويره من خلال البحث والتدريس والخدمة.

## الفلسفة الروحية
ترتكز تعاليم ساركر في الفلسفية روحانية الروحية على المقاربة العقلانية والكونية كونية وقد تم وصفها على أنها دمج مبدع وعملي synthesis بين الفلسفات الفيدا والتانترية.. لقد أعتبر نفسه على أنه «متفائل صنديد» بتفكيره. 

### العلم الكوني
وصف ساركر أن الكون انبثق نتيجة عن إرادة كلية فكرية – الكون بالكامل موجود داخل العقل الكوني، الذي هو بحد ذاته التعبير الأول عن الوعي ويندرج تحت قيود طبيعته الذاتية الخاصة. بدأ مع تطور أصغر وحدة "unit". الحياة الفردية، دائماً يبدأ الإظهار الخارجي للـ «العقل الكوني» رحلة العودة بطريقة فريدة ذات صيغة مفعمة بالألوان. لا يوجد أي كيان في هذا الكون يشابه الأخر، لكن مع ذلك جميعها تملك الهدف نفسه العودة للمصدر الأول والامتزاج بالوعي الكوني لانهاية اللانهائي. على هذا النحو إن التدفق الكوني من الوعي اللامحدود نحو الوعي المحدود ثم العودة إلى اللامحدود، وتتم العودة بواسطة التأمل. 

### ممالك أو طبقات العقل
يتكون العقل الفردي وفقاً لفلسفة ساركر من خمسة طبقات تدى كوشا Kosas:
1. طبقة كامامايا («طبقة الرغبة») أو «العقل الكثيف»: هي طبقة تتحكم بالجسد. تؤثر على الغريزة أو العاطفة. هذه الطبقة في بعض الأحيان تكون واعية وأحيان أخرى تحت نطاق الواعي
2. طبقة مَانومايا كوشا («طبقة التفكير») أو «العقل الباطن»: هذه طبقة الأفكار والذاكرة. هذه الطبقة تمنح القدرة على اختبار اللذة والألم وتتطور طبيعياً من خلال التصادم الفيزيائي إن التنفس هو ممارسة الروحية للأناندا مارغا مع التصور (التفكير) الكوني
3. طبقة أتيماناسا («ما بعد العقل الواعي»): هي طبقة الحدس. هذه الطبقة تمنح القدرة الحدسية الأحلام، التنبؤ، التخاطر والرؤى إبداع الإبداعية. إنها متطورة طبيعيا بواسطة الصراع العقلي، وفي سادانا الأناندا مارغا بواسطة طرق براتياهارا (سحب الحواس) مثل الشودهي (مراحل التأمل) وغورو بودجا (التسليم).
4. طبقة فيجينانامايا («طبقة المعرفة الخاصة») أو «العقل المميز»: هذه الطبقة تعنى بالوعي أو القدرة على التمييز (فيفيكا) vaeragya وفايراجفا (عدم التعلق)؟ هذه الطبقة تتطور من خلال الصراع العقلي، ويتم تسريع تطويرها عبر عملية التركيز دهارانا.
5. طبقة هيرانيامايا («المستوى الذهبي») أو «العقل السببي الأرفع»: هي أسمى طبقة. هنا إدراك العقل قريب جداً من اختبار «الوعي الأسمى». لكن هنا يبقى وهم أو حجاب رقيق من الانفصال (الجهل). تتطور هذه الطبقة على نحو طبيعي من خلال اجتذاب فكرة الأسمى، تسرع ممارسة dhyana الدهيان (التدفق) التقدم للطامحين الروحيين "sadhakas".

### علم النفس الحيوي (بيوسيكولوجي)
أوضح ساركر مفهوم «علم النفس الحيوي» ضمن تقاليد العلوم التانترية التشاكرات («عجلة») مع طاقتها السامية وكيف أنها مرتبطة مع شبكة أعصاب الضفيرة العصبية كنظيرتها الجسدية، تؤثر وترتبط مع الغدد الصم ضمن نظام الغدد الصم طب الأعصاب والغدد الصم القسم المادي من الجسم. تعتقد فلسفة الأناندا مارغا أن جسد الإنسان مؤلف من خمسة عناصر أساسيةعنصر تقليدي كما يتكون باقي الكون كما توضح نظرية ب.ر ساركر حول دائرة الخلقأناندا مارغا. كل عامل منهم يتوزع خلال كامل الجسم، لكن يتم التحكم به نم خلال مركز، أو تشاكرا، مركز فرعي للعقل، كل منها مسؤولة عن قسم المحدد لها. كما يقوم العقل بعمله من خلال الدماغ، تقوم التشاكرات بوظائفها من خلال الأعضاء الجسدية النظيرة لها – الغدد الصم. يوضح العلم النفس الحيوي للأناندا مارغا ضمن توضيحات أخرى مفهوم التشاكرات السبعة الأساسية لكن على نحو عام، ما يهمنا: 
1. مولدهارا تشاكرا مولادارا: توجد في بداية العمود الفقريعمود فقري (تتحكم بالعامل أو العنصر الصلب)
2. سفاديستانا تشاكرا سفاديستانا: على مستوى الأعضاء التناسلية (تتحكم بالعامل السائل وترتبط مع الغدد التناسلية غدة تناسلية)
3. مانيبورا تشاكرا مانيبورا: على مستوى السرة (تتحكم بالعامل الضوئي «نور/نار» وترتبط مع البنكرياس)
4. أناهاتا تشاكرا Anahata Chakra: في منتصف الصدر (تتحكم بالعامل الهوائي وترتبط مع غدة تيموس)
5. فيشودها تشاكرا Vishuddha Chakra: على مستوى الحنجرة (تتحكم بالعامل الأثيري وترتبط مع الغدة الدرقية)
6. أغيا تشاكرا Ajina Chakra: ما بين الحاجبين (ترتبط مع الغدة نخامية)
7. ساهسرارا تشاكرا ساهاسرارا: توجد في قمة الرأس (ترتبط مع الغدة الصنوبرية)

تؤثر (الفريتي) vrttis نزعات العقل المرتبطة بكل تشاكرا على غدة وإفراز إفراز الهرمونات من هذه الغدة (لذلك منها تأتي العواطف، التصرفات الجسدية والأفعال من مختلف أنحاء الجسدbody). لكن يمكن أن تؤثر الغدد والهرمونات التي تفرزها على العقل في سلسلة من ردود الأفعال.

### فرضية المايكروفيتا
مايكروفايتا "Microvita" هي جمع كلمة مايكروفايتم "Microvitum" وحرفياً تعني «امتلاك أو حياة مصغرة». طرح ساركر في عام 1986 لأول مرة نظرية المايكروفايتا عبر سلسلة من المحاضرات. وفقاً الافتراض النظري المايكروفايتا هي كيان يوجد كتعبير ضمن الحيز المادي والفكري. فهم أصغر وأكثر لطافة من حيز المادي للـ ذرات والجسيمات دون الذرية، وفي الحيز الفكري يمكن أن تكون ألطف من مادة العقل، تساهم في «الوعي الصافي». تنبأ ساركر بأنه سيتم إدراك المايكروفايتا بواسطة العلوم التقليدية في المستقبل القريب. يظهر في نظرية ساركر عن المايكروفايتا بأنها أول التعابير أو الظهورات في الحياة. على كل حال، هذا المفهوم لا يزال بمراحل نشوئه الأولى، يتصور عدة أنواع من المايكروفايتا، الإيجابية والسلبية والمعتدلة وهي تملك درجات مختلفة من الوجود التطوري.

### الممارسة الروحية (سادانا)
يحتل مبدا الممارسة الروحية نقطة مركزية ضمن فلسفة ساركر. فهو يصف السادانا بانها الممارسة من اجل «تحويل الحب الممزوج بالخوف إلى الحب الصافي المحض الذي لا يعرف الخوف». تركزت السادانا بشكل خاص بممارسة التأمل من أجل الاندماج التام والاتحاد الكامل. يوصي ساركر مريديه بالتأمل اليومي الفردي والتأمل الجماعي مرة واحدة بالأسبوع. يدعى هذا الاجتماع «دارما تشاكرا» يستهل بغناء جماعي لبعض أغاني Prabhat Samgiita البرابهات سمغيتا أو («أغاني الفجر الجديد»، التي قام بتلحينها ب.ر.ساركر بنفسه) متبوعة بالإنشاد الروحي Kiirtan الكيرتان: Baba Nam Kevalam بابا نام كيفالام ثم المانترا سمغاتشادفم Samgacchadvam. تدل المانترا نيتيام شودهام Nityam Shuddham على نهاية التأمل الجماعي. ينتهي التجمع الروحي مع مانترا الغورو بوجا Guru Puja mantra.

## الفلسفة الاجتماعية والسياسية

### قانون الدورة الاجتماعية
يصف مفهوم Varna فارنا “Varna” أربعة فئات علم النفس اجتماعية-سيكولوجية أساسية، وفقاً لطبيعة البشر النفسية والفيزيائية الممنوحة والدوافع الاجتماعية المختبرة: فيبرا "Vipra" برهمن (الفكرية)، كاتريا كشاتريا (المحارب)، فايشيا Vaishya (فلاح) وشودرا Shudra (العامل الكادح). على كل حال، إن فارنا في منظور ساركر هي أكثر من كونها سمة نفسية لكنها بالأحرى نموذج أو نمط، يقارب مفهوم مايكل فوكولت عن نظام معرفي وتعني «انماط الفهم»، التي هي أطر عمل معرفية معرفة أوسع تحدد ما هو حقيقي وواقعي real. 
يطبق «قانون الدورة الاجتماعية» Law of Social Cycle الذي وضعه ساركر هذه السمات في نظرية التطور التاريخي، حيث العصور age تنهض وتسقط حسب النخب الحاكمة التي تمثل أحد السمات التي ذكرت في الأعلى. قد يرتبط هذا «القانون» مع الأفكار التاريخية السابقة الدورية للسيد أوربيندو سري أوروبندو، مع التركيز على سيكولوجيا التطور البشري علم النفس التنموي كما فعل ابن خلدون من بين أفكار المؤرخين العظماء حول الدورات الاجتماعية تاريخي كلي. بينما إلى جانب البعد الدوري  – نهوض وسقوط العصور  – تعرض نظرية ساركر بعداً خطياً متماثل، في هذا «التقدم» الاقتصادي والتكنولوجي «العلم التطبيقي» تكنولوجيا «تقدم اجتماعي» التي تعتبر مصطلحات هامة التي تقابل الشروط المادية المتغيرة للحياة. أخيراً، بالنسبة إلى ساركر التقدم الحقيقي يجب أن يمنح الأولوية للتطور في البعد الروحي.
يعرف ساركر الروحانية مثل الإدراك الفردي «الذات الحقيقية». بالإضافة إلى الممارسات اليوغية يوجا والتأملية وطهارة الفكر والفعل، يربط ساركر أهمية كبيرة الخدمة الاجتماعية المكرسة «متفانية» كوسيلة من أجل التحرر موكشا، يعتبر ساركر أنها ضرورية من أجل تنسيق المجتمع من أجل تدعيم التطور الداخلي للكائن البشري ورفض كل من الرأس مالية والشيوعية على أنها منظومة اجتماعية من أجل تقدم البشرية نحو الأمام إلى العصر الذهبي من الحياة المتوازنة تغذي جميع جوانب التقدم. وفقاً لساركر يوجد مشكلة جدية مع نظام الرأسمالية فهي تركز الثروة في عدد قليل من الأيادي وتوقف دوران المال التي اعتبرها الأسباب الرئيسية للتراجع والتخلف وحتى الكساد ركود وحتى الانهيار الاقتصادي الركود. من ناحية أخرى إن اسلوب الحياة الروحية يجب ألا يعزل أبداً عن خلق بنىً تساعد على تلبية الحاجات الأساسية المتغيرة دائماً المتمثلة بالطعام والمسكن واللباس إضافة إلى الصحة والتعليم.
يقول ساركر أنه أنشأ كل من أناندا مارغا " Ánanda Márga"ونظرية المنفعة التقدميةنظرية الانتفاع التقدمية على أنهما وسائل عملية من أجل تشجيع التناغم والتعاون من أجل مساعدة المجتمع على النجاة من الدورة المقترحة. يحاول ساركر برهنت أنه بمجرد فهم الدورة المجتمعية وظهور السادفيبرا برابهات رانجان ساركار، عندها عصر الاستغلال سيخفض على نحو كبير، إن لم يتم القضاء عليها. مع قيادة تمثل جميع سمات الفارنا – تلك القيادة المنخرطة بالخدمة، الشجاعة، والتي تستخدم الفكر من أجل منفعة الأخرين والتي تمتلك مهارة الابتكار/المبادرة – هذه الدورة يمكن أن تصبح زيادة هائلة. 
يشير مبدأ ساركر عن كارما سانياسا karma samnyasa إلى مبدأ أن اليوغي شخصاً يتمتع بالتطور الشامل وعقل متزن، بذلك يصف على أنه سادفيبرا ويتم إنجاز ذلك من قبل شخص يبقى تركيزه على ثابتاً على الوعي «الأسمى» عبر الممارسات التي ترتقي بالشخصية والانخراط في سياسات تحرر المجتمع حرية كنوع من أعمال الخدمة خدمة اجتماعية. 

### نظرية المنفعة التقدمية Progressive Utilization Theory
ذكر ساركر نظرية المنفعة التقدمية سوسيوإقتصاد لأول مرة في عام 1959 أنه نظرية اجتماعية اقتصادية. من أجل تعميم وتطبيق البراوت، قام السيد ساركر بإنشاء منظمة البراوت العالمية، التي تتكون من خمسة اتحادات (طلاب، مفكرين، مزارعين، عمال والشباب). إن الاقتصاد البرواتي كما وصفه ساركر هو أحد أشكال الاقتصاد نظم اقتصادية تعاونية التعاوني ولامركزية (إدارة) اللامركزي الذي ينظر أكثر إلى الوفرة للجميع بدلاً من تحصيل الربح ربح، دون إهمال التشجيع الجدارة الفردية لكل منها حكم الجدارة. تشير «المنفعة التقدمية» إلى الاستخدام الأمثل للموارد الطبيعية والصناعية والبشرية والاستفادة القصوى منها على أساس مستدام للنظام البيئي بأكمله. تدعي هذه النظرية إلى التغلب على القيود لكل من الرأسمالية والشيوعية مع قانون دورة الحياة الاجتماعية الذي أسسه ساركر «نظرية الحياة الاجتماعية» ليست مهتمة فقط بالاقتصاد.  أسس ساركر في عام 1968 منظمة «حجر أساس البراوتيون في الهند» (PBI) من أجل تعزيز مبادئ نظريته من خلال التأثير السياسي والاجتماعي. سرعان ما حلت «البراوت العالمية» (PU) مكان الـPBI. تشمل البراوت وفقاً لمؤيدها الوجود الفردي والجماعي بالكامل – جسدياً، تعليمياً، اجتماعياً، سياسياً، عقلياً، حضارياً وروحياً – ليس فقط للمخلوقات البشرية بل تشمل جميع الكائنات.

### الإنسانية الجديدة: تحرير الفكر
قالب:المقالة الرئيسية

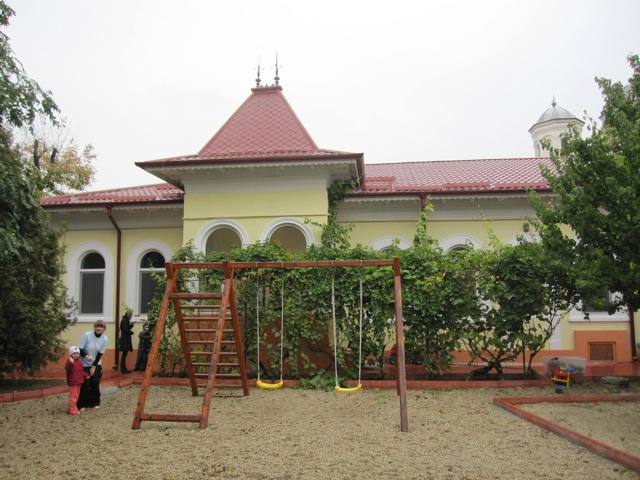
أناندا مارغا in بوخارست, Romania

وسع ساركر كتابته عن موضوع مجتمع المجمع الإنساني في عام 1982، من خلال المقدمة عن مدخل ‏ نظريته الجديدة للـ«إنسانية الجديدة» «برابهات رانجان ساركار». إذا كانت البشرية تميل إلى وجهة نظر تتمحور حول الإنسان فقط، وفقاً لنظرية ساركر الإنسانية الجديدة، هي الترفع نحو الكونية بدلاً من الإنسانية برابهات رانجان ساركار. قال ساركر: "عندما تكون الأولوية الروحية للإنسانية هي التوسع نحو كل شيء، متحرك وجماد، في هذا الكون – لقد سميت هذا بـ الإنسانية الجديدة. هذه الإنسانية الجديدة سوف تطور الإنسانية إلى الكونية، إن مذهب الحب نحو جميع الكائنات المخلوقة في هذا الكون. " حقيقيةً وواقع. تتحدث الإنسانية الجديدة عن تفضل برابهات رانجان ساركار القيمة الوجودية لجميع الكائنات الحية وليس القيمة النفعية.
وضعت الإنسانية الجديدة الخاصة بساركر تأكيداً هائلاً على العقلانية وتشجيع ما سماه العقلية الطليعة/الأولى الروحية، تعرف أنها عملية مستمرة لإدراك كل كيان خارجي أو داخلي نتعامل معه، على أنه تعبير عن الوعي الكلي (براهما). تساعد العقلانية (المنطقية) طبقاً لساركر على تعزيز الإخلاص، الذي يعتبره «الكنز الأرقى والأكثر قيمة للإنسانية». من وجهة نظر ساركر، تقود برابهات رانجان ساركار الإنسانية الجديدة إلى تحرير فكر البشر من قيود التعصب وعقدة نفسية العقد النفسية المفروضة من أجل مساعدتها لسد الفجوة ما بين العالم الداخلي والخارجي.

### الثقافة
ضمن سلسلة من النقاشات «التحدث عن نظرية البراوت»، أعطاها في رانشي في تموز عام 1961. ميز ساركر بين مصطلح «الحضارة» و «تقاليد»، وفقاً إلى ساركر «الحضارة... هي اسم جامع لتعابير مختلفة من الحياة....» لكن «... جميع المجتمعات لديها الحضارة ذاتها. هناك اختلافات محلية في الطبع أو الحالة التعابير الحضارية، لكن التعبير كوني... هذه الاختلافات المحلية تدعى تقاليد... بالتالي الطابع المحلي للتعبير تنجب تخصصات محلية أو جماعية تعتبر عادات. لكن التعبير ذاته هو حضارة، لذلك من الخطء تعديل الحدود على أساس اللغة والحضارة. الحضارة الهندية وحضارة العالم هي واحدة ومتشابهة.» 
أعادت فلسفة ساركر توضيح المبادئ العامة للحضارة عبر إضافة النظرة الكونية الجديدة لها. كما وضحه أنتونيلو ماجيبينتو Antonello Maggipinto:

### لغة
تضمنت المجلدات العديدة التي نشرها ساركر عن عمله الضخم في علم اللغويات: ڤارنا ڤيغيانا Varna Vijinana (علم الحروف)، «القواعد والمفاهيم الإنكليزية لساركر»، فارنا فيتشيترا Varna Vicitra (الاستخدامات المختلفة للأحرف) ثماني مجلدات وموسوعة شابدا تشايانكا برابهات رانجان ساركار (مجموعة من الكلمات) ستة وعشرون مجلد باللغة البنغالية.
ضمن سلسلة فارنا فيغيانا (علم الحروف).  قدم المعاير الثمانية التي تحدد اللغة. في كتابة «الحديث عن نظرية البراوت» (تموز عام 1961، رانشي)  اعتبر ساركر اللغة على أنها جزء من التنوع الطبيعي ووجه دعوة من أجل تنبي لغة عالمية وكتابة عالمية نظام كتابة. لكي نمكن تواصل وتفاهم عالمي أفضل. «يجب علينا أن نحب جميع هذه اللغات، دون أي كره، ونتبنى إحدى هذه اللغات كلغة عالمية. بما أن جميع اللغات هي ملكنا المشترك، لا ينبغي أن نعارض وجود لغات أخرى. يجب ألا نصنف أي لغة على أنها أجنبية أو وطنية.». 

#### كتابة اللغة بأبجديات أخرى
تستخدم منظمة أناندا مارغا نمط «كتابة اللغة بأبجدية أخرى» مختلف عن الأبجدية العالمية لكتابة اللغة السنسكريتية بأبجدية أخرى I A S T ، وهذا موضح في الجدول التالي:
| Devanāgarī | I A S T | Ánanda Márga | Examples            | Examples               | Examples               |
|            |         |              |                     |                        |                        |
| आ          | Ā, ā    | Á, á         | ānanda = ánanda     | mārga = márga          | ācārya = ácárya        |
|            |         |              | Kāpālika = Kápálika | sādhanā = sádhaná      | Gopāl Dās = Gopál Dás  |
|            |         |              |                     |                        |                        |
| ई          | Ī, ī    | II, ii       | جي (كلمة) = jii     | mārgī = márgii         | yogī = yogii           |
|            |         |              | līlā = liilá        | kīrtan = kiirtan       | jīva = jiiva           |
|            |         |              |                     |                        |                        |
| ऊ          | Ū, ū    | Ú, ú         | مورتي = múrti       | avadhūta = avadhúta    | سوترا = sútra          |
|            |         |              | mūl = múl           | pūrṇa = púrńa          | rūpa = rúpa            |
|            |         |              |                     |                        |                        |
| अं          | Ṁ, ṁ    | Ḿ, ḿ         | saṁgha = saḿgha     | saṁgraha = saḿgraha    | Saṁskṛta = Saḿskrta    |
|            |         |              | Sāṁkhya = Sáḿkhya   | oṁkār = oḿkár          | saṁsāra = saḿsára      |
|            |         |              |                     |                        |                        |
| ङ          | Ṅ, ṅ    | UN, un       | liṅga = liunga      | satsaṅg = satsaung     | saṅgīt = saungiit      |
|            |         |              | Maṅgala = Maungala  | Aṅga = Aunga           | Gaṅgā = Gaungá         |
|            |         |              |                     |                        |                        |
| ण          | Ṇ, ṇ    | Ń, ń         | prāṇa = práńa       | Rāmāyaṇa = Rámáyańa    | كرونا (رحمة) = Karuńá  |
|            |         |              | pūrṇa = púrńa       | Nārāyaṇa = Náráyańa    | purāṇa = puráńa        |
|            |         |              |                     |                        |                        |
| ञ          | Ñ, ñ    | IN, in       | Rañjan = Rainjan    | jñāna = jinána         | sañcara = saincara     |
|            |         |              | pañca = painca      | ياجنا = yajina         | kañcan = kaincan       |
|            |         |              |                     |                        |                        |
| ऋ          | Ṛ, ṛ    | R, r         | kṛta = krta         | jagṛtī = jagrtii       | amṛta = amrta          |
|            |         |              | kṛpa = krpa         | Vṛndā = Vrndá          | براكريتي = prakrti     |
|            |         |              |                     |                        |                        |
| श          | Ś, ś    | SH, sh       | Śrī = Shrii         | شيفا = Shiva           | إيشفارا = Iishvara     |
|            |         |              | vaiśya = vaeshya    | Śaiva = Shaeva         | Vaiśeṣika = Vaesheśika |
|            |         |              |                     |                        |                        |
| ष          | Ṣ, ṣ    | Ś, ś         | kṛṣṇa = krśńa       | puruṣa = puruśa        | Viṣṇu = Viśńu          |
|            |         |              |                     |                        |                        |
|            | KṢ, kṣ  | KŚ, kś       | kṣatriya = kśatriya | mokṣa = mokśa          | vṛkṣa = vrkśa          |
|            |         |              |                     |                        |                        |
|            | AI, ai  | AE, ae       | vaiśya = vaeshya    | دفايتا فيداتا = dvaeta | kaivalya = kaevalya    |
|            |         |              | Vaiṣṇava = Vaeśńava | vairāgī = vaerágii     | Śaiva = Shaeva         |
|            |         |              |                     |                        |                        |
|            | AU, au  | AO, ao       | mauna = maona       | Bauddha = Baoddha      | kaupinam = kaopiinam   |

Thus:
Prabhāt Rañjan Sarkār = Prabhát Rainjan Sarkár
Ānanda Mārga Pracāraka Saṁgha = Ánanda Márga Pracáraka Saḿgha
Śrī Śrī Ānandamūrtijī = Shrii Shrii Ánandamúrtijii
Parampitā Bābā = Parampitá Bábá

### التعليم
وفقاً لساركر، «إن التعلم من أجل التحرر موكشا.» يصف التعليم على أنه التطور المتزامن في كل المجالات معاً الجسدي، العقلي والروحي روحانية للوجود الإنساني، التي سوف يتم عبرها إيقاظ إمكانيات البشر الساكنة من أجل استخدامها على نحو مناسب. يؤمن ساركر على نحو راسخ أن التعليم الحقيقي يؤدي إلى أتساع الشعور بالمحبة والتعاطف لكل الوجود. ضمن نظام الأناندا مارغا التعليمي، يعطى التعليم الأخلاقي تأكيداً خاص وغرس المثالية جنباً إلى جنب مع منهج نفسي تربوي مناسب ومزج بهيج من العلم الخارجي الغربي والفلسفة الشرقية الداخلية. أسس (جامعة) أناندا مارغا غوروكولا ضمن مقرها في أناندانغار (الهند) قبل أربع وأربعين يوماً فقط من مغادرة جسده وقد أعطاها أمر رسمي من أجل «خدمة الإنسانية بروح الإنسانية الجديدة وتحصيل العلم من أجل هذه الهدف». كما أنه وضع تعليم الإنسانية الجديدة موضع استخدام في غوروكولا

### الأعمال
ترك ساركر خلفه أرثاً هائلاً، رغم أن قد قضى من حياته سبعة عشر عاماً فقط يعمل بدوام كامل من أجل منظماته (1977 – 1971 و1978 – 1990)، يتضمن أكثر من 250 كتاب كتب فيهم عن كم هائل من المواضيع. العديد من هذه الكتب وضعت أو جمعت من خطابات ألقاها خلال اللقاءات الروحية أو الاجتماعية. فهو يعرف كمعلم روحي روحانية بالمقام الأول قبل الأناندا مارغا، لكن ساركر قد كتب أكثر من 1500 صفحة عن نظريته في استخدام النظرية التقدمية الاقتصادية والاجتماعية (البراوت)، مع عدت ألاف صفحة أخرى مختصة بعلم اللغات لغويات ودراسة اللغات، فقد كتب ساركر عن اللغات متضمنة، ضمن كلمات أخرى، («مجموعة من الكلمات»)، غير مكتمل، وهي موسوعة مكونة من ستة وعشرين مجلد تم ملئها بـ اللغة البنغالية.  علاوة عن ذلك كتب كتباً عن علم الاجتماع، الزراعة، التاريخ، الأدب، التعليم، الطب، علم الكون والفلسفة، أسس أيضاً على نحو مرموق فلسفة الإنسانية الجديدة في عام 1982 ثم نظرية المايكورفايتا في عام 1986. ضمن نظريته عن المايكورفايتا ساركر «يعتقد أن الذرات والجزيئات دون الذرية الموجودة في كافة أنحاء الكون الغير محدود تنبض بالحياة.» 

### الموسيقا
بدأ ساركر تأليف الأغاني في عام 1982. في غضون 8 سنوات، حتى تاريخ وفاته، أكمل تأليف 5018 أغنية في عدة لغات.  إن هذه المجموعة الهائلة من الأغاني تدعى برابهات سامغيت Prabhat Samgiita («أغاني الفجر الجديد)»